# مورهون
«مورهون» (آلمانی: Moorhuhn) یا مرغ دیوانه (انگلیسی: Crazy Chicken) که در ایران گاهی بدان «شکار مرغابی» هم اطلاق شده، یک بازی نامرتب ویدئوییِ آلمانی است که برای رایانه شخصی (پلت‌فرم مایکروسافت ویندوز) و نینتندو دی‌اس ساخته شده است.
هدف از بازی، شلیک به تعدادی پرنده متعلق به خانوادهٔ چارخوی مرداب (مثلاً باقرقره بید) و کسب بیشترین امتیاز در مدت زمانی مشخص و محدود است. هرچه فاصلهٔ پرنده بیشتر باشد، امتیاز بیشتری به شکارچی تعلق می‌گیرد.
این بازی را نخستین بار «استودیو ویتان» در هلند و شرکت آگهی‌سازی و تبلیغاتِ «آرت دپارتمان» برای تبلیغِ ویسکی «جانی واکر» در سال ۱۹۹۹ ساختند.
این بازی ۳۰ گونهٔ متفاوت دارد و در دههٔ ۲۰۰۰ میلادی، محبوب‌ترین بازی کامپیوتری در کشور آلمان محسوب می‌شد.